# Régime foncier
Un régime foncier est le régime juridique ou coutumier qui définit les relations d’appartenance d'une terre et ses ressources par rapport à un individu ou à un groupe. Il détermine qui peut utiliser la terre, pour combien de temps et dans quelles conditions. Leur usage peut être fondé tant sur des lois et des politiques officielles que sur des coutumes informelles,. 
Au cours de l'histoire, de nombreuses formes différentes de propriété foncière, c'est-à-dire des modes de possession des terres, ont été établies. L'Organisation des Nations unies pour l'alimentation et l'agriculture regroupe ces formes en quatre catégories : 
- régime privé
- régime communautaire
- régime d'accès libre
- régime public